# مونته‌جروتو ترمه
مونته‌جروتو ترمه (به ایتالیایی: Montegrotto Terme) یک کومونه در ایتالیا است که در استان پادووا واقع شده‌است. مونته‌جروتو ترمه ۱۵٫۲ کیلومترمربع مساحت و ۱۰٬۸۸۶ نفر جمعیت دارد و ۱۱ متر بالاتر از سطح دریا واقع شده.

## خواهرخوانده
شهرهای موستار، برتیواویفالو، آلاخوئلا و بوردانو خواهرخوانده‌های مونته‌جروتو ترمه هستند.